# Saint-Forgeux-Lespinasse
Saint-Forgeux-Lespinasse é uma comuna francesa na região administrativa de Auvérnia-Ródano-Alpes, no departamento de Loire. Estende-se por uma área de 16,19 km². Em 2010 a comuna tinha 655 habitantes (densidade: 40,5 hab./km²).